# Dobšinské předhůří
Dobšinské předhůří (slovensky Dobšinské predhorie) je geomorfologický podcelek Revúcké vrchoviny. Nachází se v její severovýchodní části a nejvyšší vrchol Veľký Radzim dosahuje nadmořské výšky 991 m n. m.

## Polohopis

### Vymezení
Podcelek leží v severovýchodní části Revúcké vrchoviny, z východu ohraničený údolím Slané a Dobšinského potoka. Východním a severním směrem leží Volovské vrchy s podcelky Zlatý stôl, Knola a Havranie vrchy. Severozápadním směrem leží Stolické vrchy s podcelkem Stolice, jihozápadním a jižním směrem pokračuje Revúcka vrchovina podcelky Hrádok a Turecká.

## Vybrané vrchy
- Veľký Radzim (991 m n. m.) – nejvyšší vrchol podcelku i pohoří
- Spúšťadlo (860 m n. m.)
- Bučina (857 m n. m.)

## Turismus
Touto částí pohoří vede  zeleně značená stezka Pavla Josefa Šafáříka, který směřuje přes Brdárku a Kobeliarovo. Z Brdárky do Vlachova vede  žlutě značená trasa. Turisticky atraktivní jsou opuštěná důlní díla, která se zachovala ve více lokalitách Dobšinského předhůří.

## Doprava
Východním okrajem vede údolím Slané Silnice I/67 (Rožňava–Vernár) a též železniční trať Rožňava–Dobšiná.